# Анопльодера червононога
Голошийка рудонога (лат. Anoplodera rufipes, Schaller, 1783 = Anoplodera krueperi (Ganglbauer) Vives, 2001 = Anoplodera rufipes var. savulesci Podaný, 1962) — вид жуків з родини Скрипунових.

## Поширення
A. rufipes — входить у групу європейських видів європейського зоогеографічного комплексу. Розповсюджена по всій Європі, на Кавказі та прилеглих регіонах. Для Карпатського Єврорегіону вид характерний у передгір’ях в зоні поширення листяних лісів.  

## Екологія
Імаго зустрічається на квітах, часто відвідує кмин (Carum carvi L.) та деякі інші зонтичні в час масового цвітіння. Літ триває з кінця травня до другої половини червня. Личинка розвивається у деревині листяних порід, поліфаг.

## Морфологія

### Імаго
A. rufipes — дрібний вид. довжина тіла становить 7-12 мм. Тіло струнке, ледь витягнене. Передньоспинка випукла, без перетяжки на передньому краї, помітно довша своєї ширини, вкрита стоячими волосками. Надкрила витягнені, паралельні, вкриті грубими цятками з довгими стоячими волосками в першій третині. Загальне забарвлення тіла — чорне, тільки ноги, окрім основ стегон цілком червоно-руді. Часто-густо черевце також забарвлене в червоний колір, або вся комаха чорна..

## Життєвий цикл
Життєвий цикл триває 2 роки.